# Терија (Ријети)
Терија је насеље у Италији у округу Ријети, региону Лацио.
Према процени из 2011. у насељу је живело 40 становника. Насеље се налази на надморској висини од 388 м.